# Теда (язык)
Теда (также тедага, туда, тода; англ. tedaga, tebou, tebu, teda, tibbu, toda, todaga, todga, toubou, tubu, tuda, tudaga, tū-bu, tib-bo, teda-tubu) — язык западносахарской ветви сахарской семьи, распространённый в центральных областях Сахары главным образом на нагорье Тибести (в северо-западной части Чада и в северо-восточной части Нигера), язык субэтнической группы теда (тубу-ту) народа тубу.
Относится (вместе с языком даза) к языкам группы тубу (теда).
Ареал языка теда граничит на юге и на востоке с ареалом близкородственного языка даза, на западе — с ареалом ливийского диалекта арабского языка.
Численность говорящих — около 42 500 человек. В основе письменности лежит латинский алфавит.

## Вопросы классификации
Язык теда вместе с языком даза образуют в составе сахарской семьи одну из четырёх основных языковых групп, называемую тубу (иначе — теда), которая противопоставляется группе языков (или диалектов) канури, группе языков (или диалектов) загава, а также группе берти, представленной одним языком. Группа тубу делится на два языковых ареала — северный и южный. Согласно одной традиции, сложившейся прежде всего во французской школе африканистики, северный ареал, а также всю группу в целом принято называть теда (иначе — туда, тода), южный ареал — даза. По другой традиции, введённой И. Лукасом и принятой в серии Handbook of African languages, для обозначения северного ареала используется термин теда (туда), южный ареал и вся группа в целом именуются тубу (иначе — тебу, тибу), название даза в этом случае применяется только лишь к одной из групп южных диалектов.
Согласно классификации А. Н. Такера и М. Брайана группы тубу (теда) и канури связаны более тесным родством, чем остальные сахарские языки, — вместе они составляют западную ветвь сахарских языков, в то время как языки загава и берти составляют её восточную ветвь. Подобная классификация представлена в работах чешского лингвиста В. Блажека и в справочнике языков мира Ethnologue. По классификации, предложенной Дж. Х. Гринбергом, язык теда вместе с языком даза входят в группу, противопоставленную двум другим группам сахарской семьи, одна из которых включает языки канури и канембу, а другая — языки загава и берти.
По данным лексикостатистики, рассматриваемым в работе В. Блажека, время расхождения идиомов теда и даза — начало XIV века. Лексические совпадения у этих идиомов составляют 96,2 %, их отличия в основном связаны с фонетическими изменениями, поэтому теда и даза могут рассматриваться как диалекты одного языка. Язык теда показан на схеме в виде двух диалектов теда и тубу с лексическими совпадениями между ними 98,9 % и временем расхождения, определяемым началом XVII века.

## Ареал и численность
Область распространения языка теда находится в центральных областях Сахары — на нагорье Тибести в северо-восточных районах Чада (на территории административного региона Тибести, а также в северной части региона Борку, в северо-восточной части региона Эннеди, частично в регионе Канем) и в северо-западных районах Нигера (в восточной части региона Агадес — в департаменте Бильма). Небольшие группы носителей теда живут также в приграничных с Чадом районах Ливии (южные части муниципалитетов Эль-Куфра и Марзук) и в северо-восточной Нигерии (несколько деревень в штате Борно). Ареал языка теда на севере соседствует с малонаселёнными пустынными районами Ливии, на западе и северо-западе граничит с ареалом ливийского диалекта арабского языка, также в западных районах распространения теда к его ареалу примыкают островные ареалы языка билма группы канури. На юге и на востоке ареал теда граничит с ареалом языка даза. В Нигерии островной ареал языка теда находится в окружении ареала языка центральный канури.
Численность носителей языка теда по данным справочника Ethnologue составляет около 42 500 человек, из них в Чаде — 28 500 человек (1993), в Нигере — 10 000 человек (1998), в Нигерии — 2 000 человек (1990). По данным сайта Joshua Project численность говорящих на теда составляет 90 000 человек, из них в Чаде — 59 300 человек, в Нигере — 17 000 человек, в Судане — 8 400 человек, в Нигерии — 3 390 человек, в Ливии — 2 220 человек. Значительное число носителей теда в той или иной степени владеет языком даза. В Чаде многие носители теда также говорят на чадском диалекте арабского языка, в Нигере — на ливийском. По конфессиональной принадлежности даза — мусульмане.

## Письменность
Алфавит теда включает 32 буквы и 1 диграф:
| Алфавит теда | Алфавит теда | Алфавит теда | Алфавит теда | Алфавит теда | Алфавит теда | Алфавит теда | Алфавит теда | Алфавит теда | Алфавит теда | Алфавит теда | Алфавит теда | Алфавит теда | Алфавит теда | Алфавит теда | Алфавит теда | Алфавит теда | Алфавит теда | Алфавит теда | Алфавит теда | Алфавит теда | Алфавит теда | Алфавит теда | Алфавит теда | Алфавит теда | Алфавит теда | Алфавит теда | Алфавит теда | Алфавит теда | Алфавит теда | Алфавит теда | Алфавит теда | Алфавит теда |
| ------------ | ------------ | ------------ | ------------ | ------------ | ------------ | ------------ | ------------ | ------------ | ------------ | ------------ | ------------ | ------------ | ------------ | ------------ | ------------ | ------------ | ------------ | ------------ | ------------ | ------------ | ------------ | ------------ | ------------ | ------------ | ------------ | ------------ | ------------ | ------------ | ------------ | ------------ | ------------ | ------------ |
| A            | B            | C            | D            | E            | Ẹ            | Ɛ            | Ə            | F            | G            | Ġ            | H            | I            | J            | K            | L            | M            | N            | Ny           | Ŋ            | O            | Ọ            | Ɔ            | P            | R            | S            | Š            | T            | U            | V            | W            | Y            | Z            |
| a            | b            | c            | d            | e            | ẹ            | ɛ            | ə            | f            | g            | ġ            | h            | i            | j            | k            | l            | m            | n            | ny           | ŋ            | o            | ọ            | ɔ            | p            | r            | s            | š            | t            | u            | v            | w            | y            | z            |